# Bordeaux feiert den Fluss
Bordeaux fête le fleuve, vier Tage lang feiert Bordeaux am Fluss. Das Fest wird Ende Frühling/Anfang Sommer (Donnerstag bis Sonntag) in Jahren mit ungerader Jahreszahl veranstaltet (im Wechsel mit Bordeaux fête le vin). Die erste Veranstaltung fand 1999 statt.

## Die Veranstaltung
Das Fest wird auf den Uferpromenaden und auf der Pont de Pierre veranstaltet. Es wurde auf Initiative der Mairie von Bordeaux ins Leben gerufen und vom Office de tourisme organisiert.
Folgende Programmpunkte sind jeweils vorgesehen
- Große und kleine Schiffe stellen sich vor.
- Es gibt Konzerte aus aller Welt.
- Ein gigantisches Picknick wird veranstaltet.
- Zur Eröffnung findet ein großes Feuerwerk an der Garonne statt.

## Rückblick
2005 (23. bis 26. Juni, 4. Veranstaltung)
- Besuch der Schiffe Belem, Cisne Branco und Étoile
- Etappe des Championnat de France der Rennboote
- Konzerte und Theater:
  - Donnerstag: Bagad de Lann-Bihoué[2] (21h), Lili Cros (rock, trophée de Radio France 2004) (6000 Besucher)
  - Freitag: Die Nacht mit France Bleu – Neue Talente: Angélique Lahy, Ludovic Delamoga, Aldebert, Marylou, Michal, Sofia Essaïdi, Michael Jones, Willy Denzey, das Duo Bryan Adams – Emmanuelle Seigner, Michel Delpech, Marc Lavoine und Chimène Badi (30 000 Besucher).
  - Samstag: NRJ Party mixée mit dem Duo DJ’s Alberkam vom NRJ Master Mix, Place des Quinconces (mehrere 10tausend meist junge Besucher)
  - Sonntagabend: Pyro-musikalische Veranstaltung L’Horizon Chimérique, Vorlesung von Philippe Noiret zu Ehren des Poeten aus Bordeaux Jean de la Ville de Mirmont. Illusionstheater (mit Direktübertragung auf France Bleu (Gironde)) von François Parrot (Regie), Patrick Auzier und Dominique Brezac (Pyrotechnik) und Franck Mathiau (musikalische Leitung): 35 Minuten Ton Licht und Spezialeffekte. (50 000 Zuschauer auf den Uferanlagen)

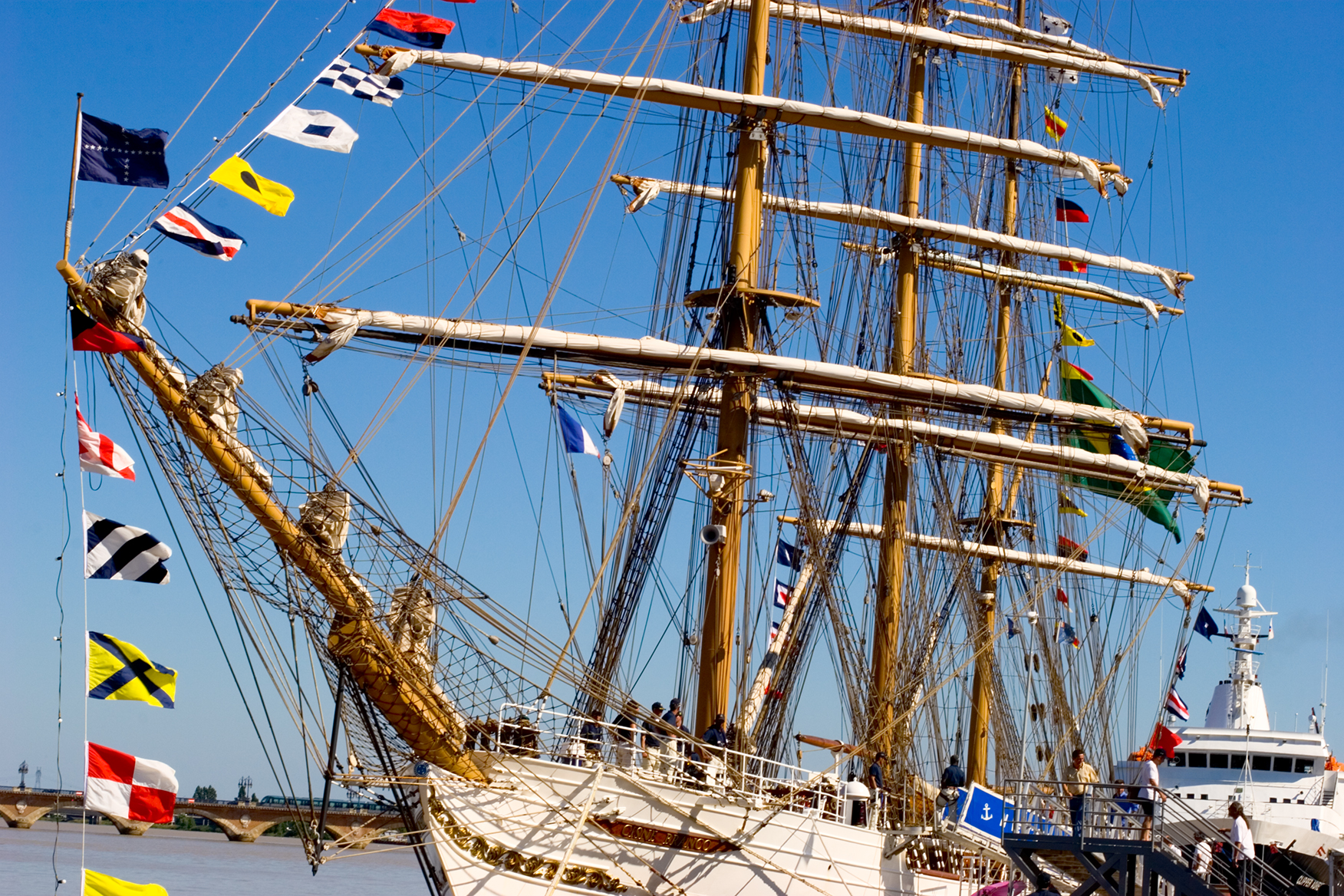
Cisne Branco
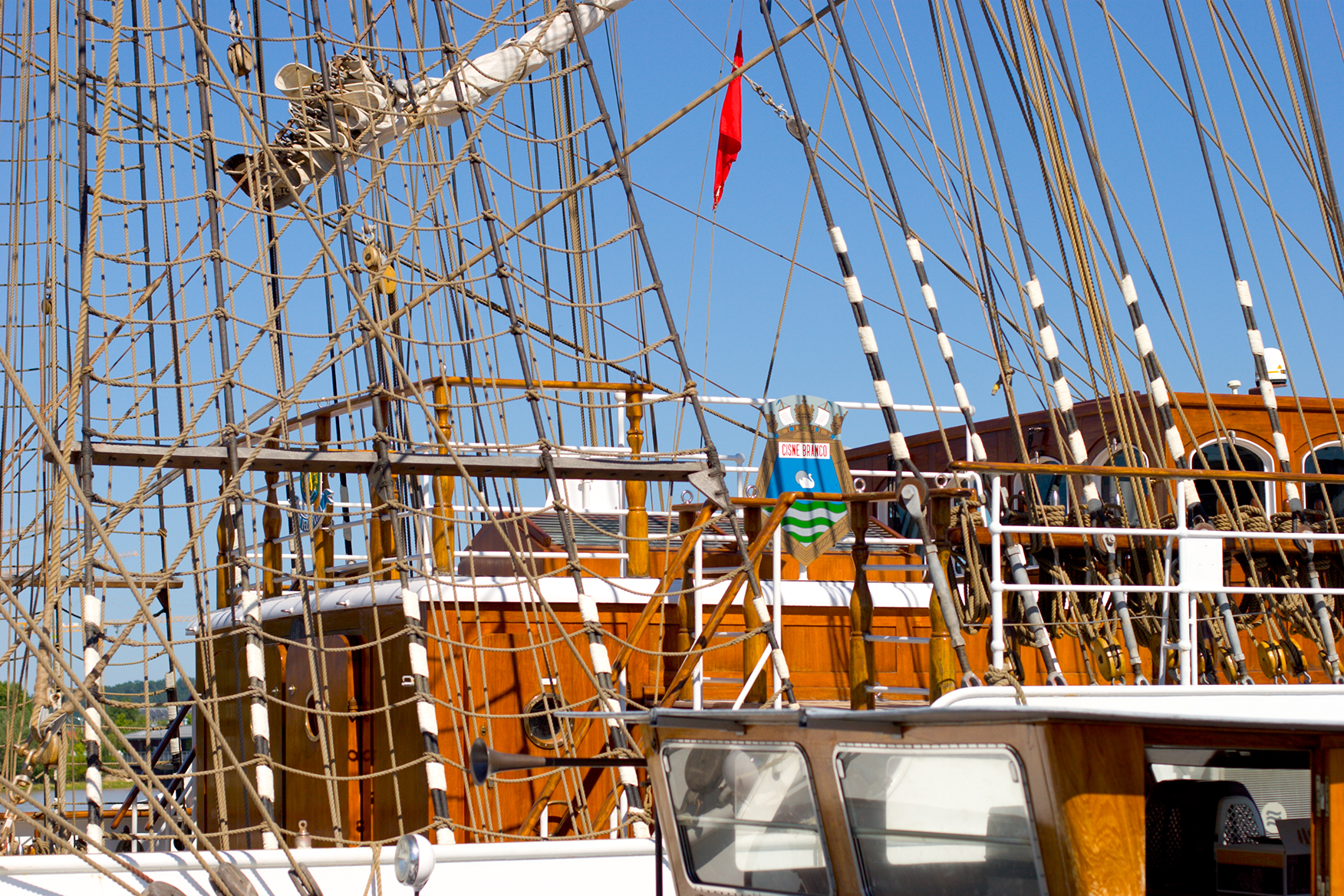
Cisne Branco (Detail)
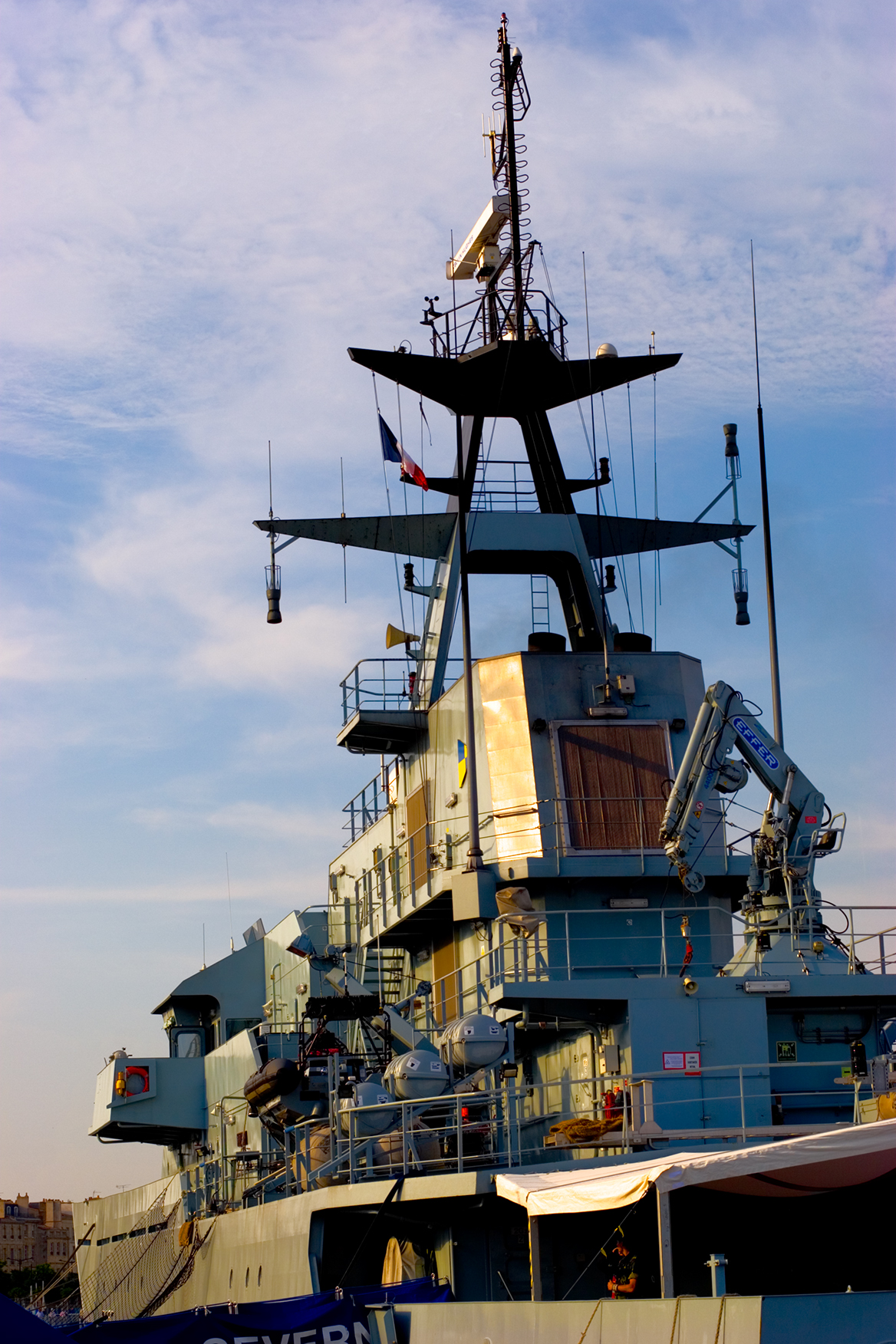
HMS Severn

2007 (21. bis 24. Juni, 5. Veranstaltung)

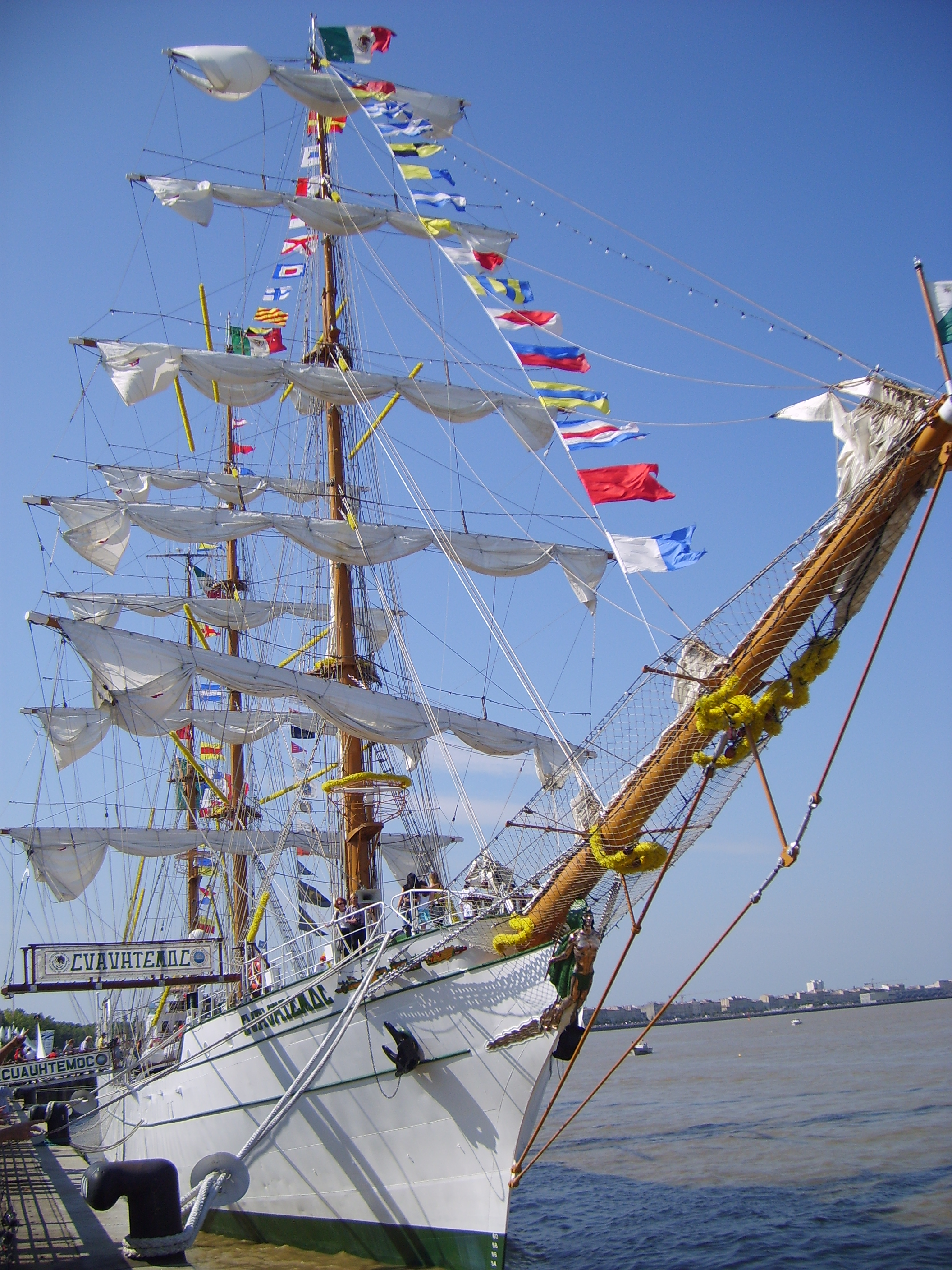
Bug von Cuauhtémoc
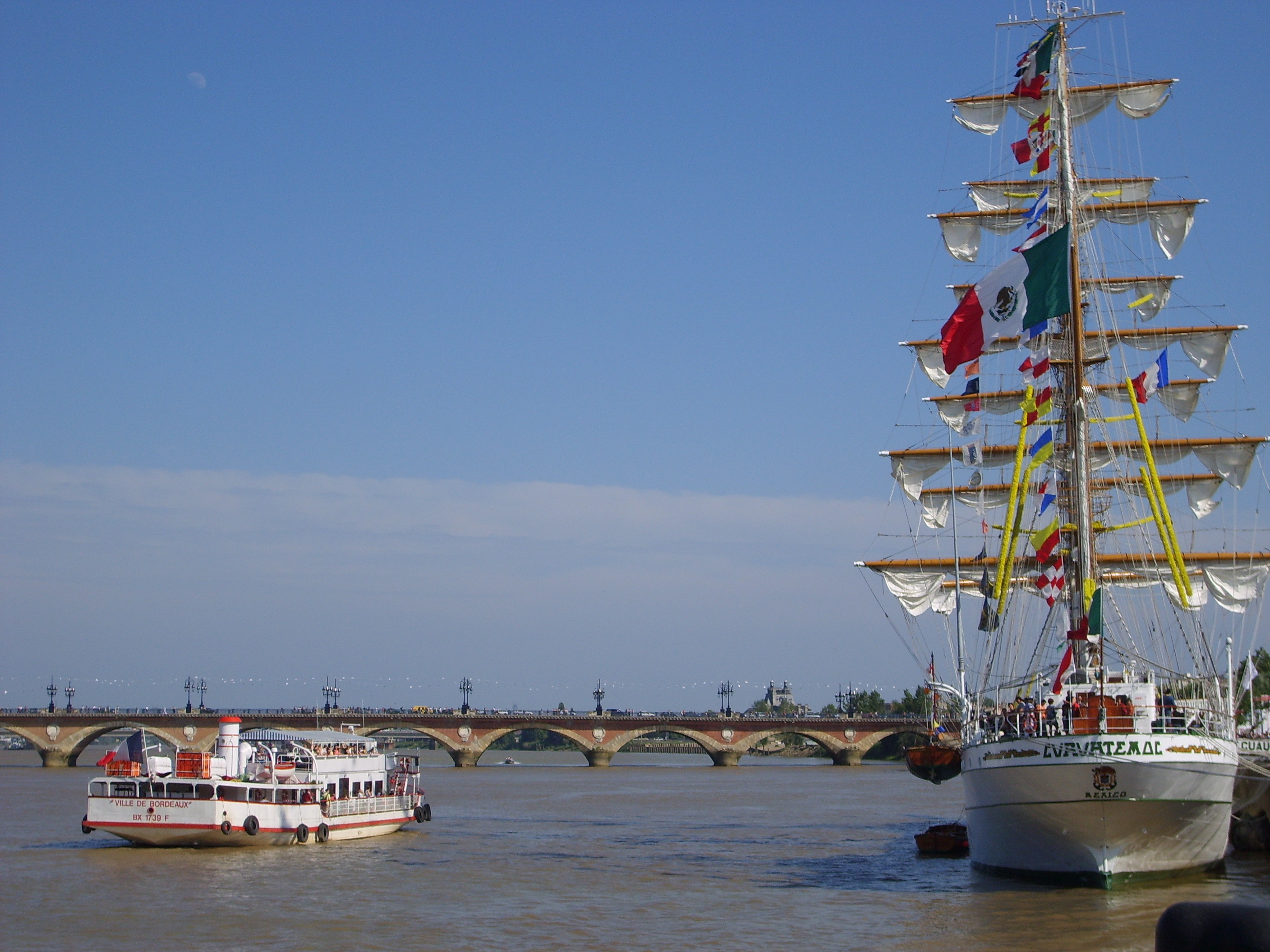
Heck von Cuauhtémoc
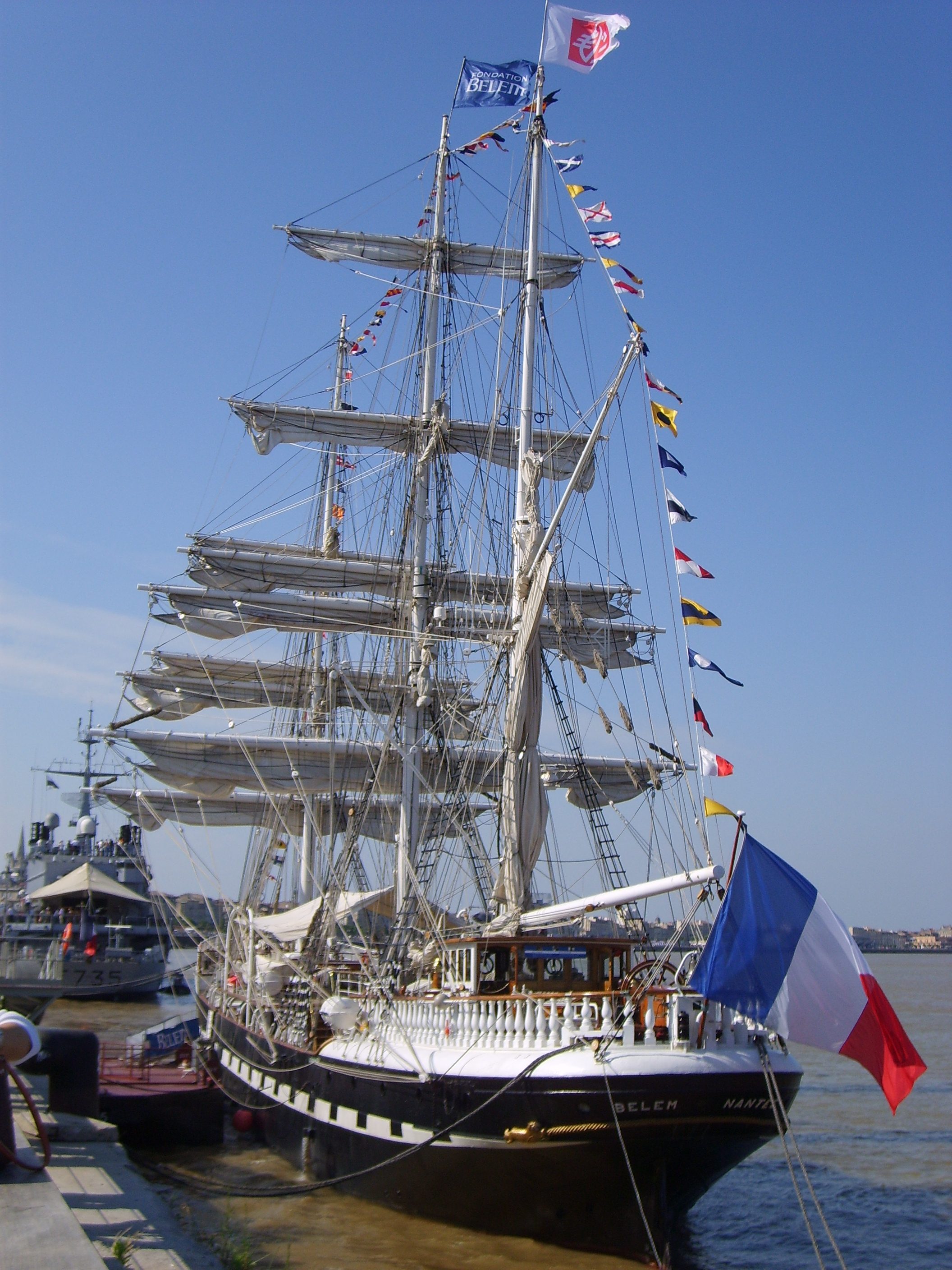
Belem
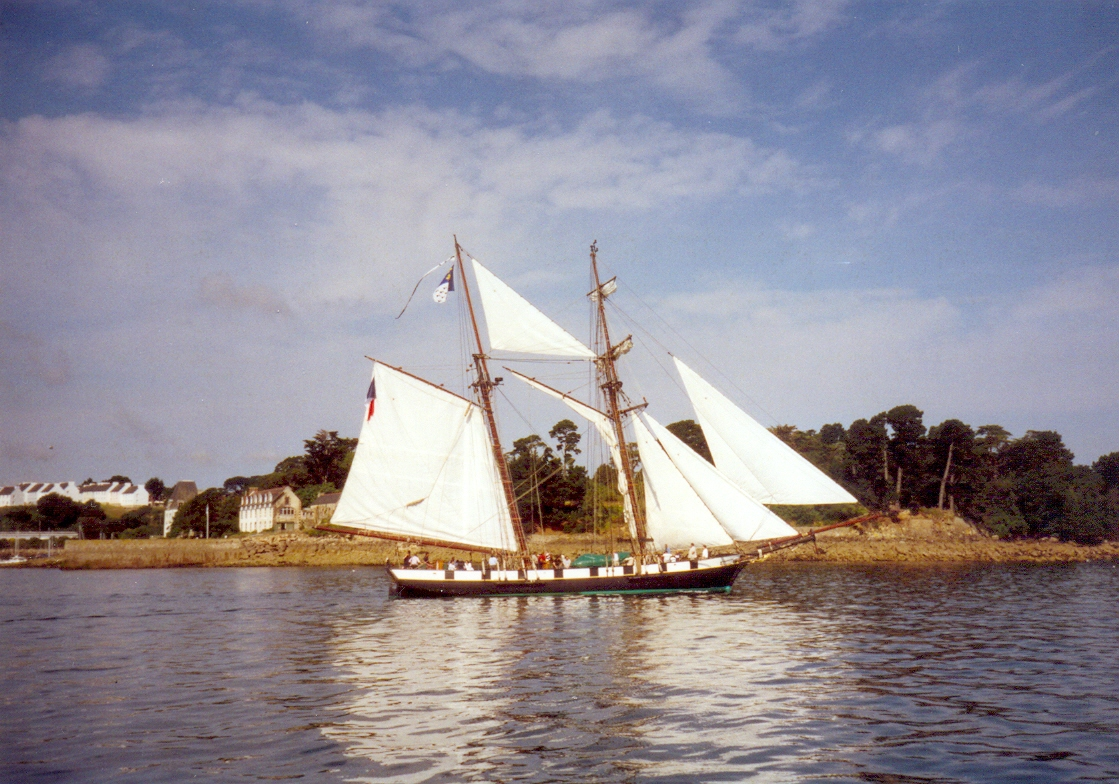
La Recouvrance

- Besuch der Schiffe Cuauhtémoc, Belem und dem Schoner La Recouvrance
- Von Bristol ist eine Abordnung angereist, um die 60-jährige Gemeindepartnerschaft mit Bordeaux zu feiern.
- 2. Veranstaltung des Raid Frankton ECE: Fahrt im Kajak der Studenten der École de Commerce Européenne die Garonne abwärts zum Gedenken an die Aktion der englischen Soldaten im Dezember 1942 (Operation Frankton). (21., 22. und 23. Juni)
- Schwimmend Bordeaux durchqueren (eine Strecke von 1700 m), (24. Juni)
- 5 Konzerte: Musiques du Sud (Tango von Astor Piazzolla, Danzón von Marquez, Bernstein und Gershwin) dargeboten vom Orchestre national Bordeaux Aquitaine; Chanson française (Nacht France Bleu); junge Talente: Vitaa, Medhy Custos; Abendveranstaltung von Daniel Lavoie, Faudel und Maurane; Ensemble Chantons la Mer mit verschiedenen Chören, La Nuit Radio Le Mouv' mit Matmatah aus Anlass der Gründung des Radios in Bordeaux, Musik aus aller Welt (Katey Brooks et Mankala).
- Zwei Feuerwerke zur Eröffnung und zum Abschluss des Festes: Farbspiele des Universums

2009 (20. und 21. Juli, 6. Veranstaltung)
- Besuch der Belem
- 3. Veranstaltung von Schwimmend Bordeaux durchqueren
- Tanz und Musik Bordeaux feiert den Fluss, die Quais singen und tanzen

2011 (18. und 19. Juni, 7. Veranstaltung)
- Besuch der Schiffe Belem, Arawak, Sinbad
- Wettbewerb der Traînières (auf Ruder umgerüstete Fischerboote)
- 5. Veranstaltung von Schwimmend Bordeaux durchqueren
- Bilbao gibt einen Empfang

2013 (vom 24. Mai bis 3. Juni, 8. Veranstaltung)
- Start der 1. Etappe (Bordeaux – Porto) der 44. Regatta Solitaire du Figaro
- Besuch des Segelschulschiffs Cuauhtémoc und des Patrouillenboots Flamant (Schiff)
- 24. Mai: Jazz und Wein
- 26. Mai: Rock School Barbey: A Call At Nausicaa / My Ant / Datcha Mandala / Arch Woodman / Casablanca / Ingloria / Middle Class.
- 31. Mai: Konzert mit Fugain / David Pilarsky
- 1. Juni: Chœur Voyageur / Mo
- 2. Juni: Tremplin inter-quartiers: Le A / I Me Mine / C’est Bien Ben
- 3. Juni: NRJ Music Tour: Amel Bent, Tal, Zaho, Big Ali, Christophe Maé, Robin Thicke

2015 (28. bis 31. Mai, 9. Veranstaltung)
- 26. Mai: Elliott Murphy and the Normandy All Stars, Jim Jones and The Righteous Mind
- 27. Mai: Thomas Dutronc
- 28. Mai: Izia
- 29. Mai: Cali; am Abend fährt die Belem durch die Pont Jacques Chaban-Delmas zusammen mit 40 Skipper der Solitaire du Figaro
- 30. Mai: Charlie Winston
- 31. Mai: Rock School Barbey, Indie Club schlägt vor: Doug Tuttle / Black Yaya / Twerps

2017 (26. Mai bis 4. Juni, 10. Veranstaltung)
- 27. Mai: Konzert von James Blunt und Boulevard des Airs
- 28. Mai: Konvert von Texas (Band) und Ours
- 3. Juni: Ablegen von Solitaire du Figaro 2017 im Hafen. Feuerwerk
- 4. Juni: Schwimmend Bordeaux durchqueren, 10. Veranstaltung

2019 (20. bis 23. Juni): Auffahrt der Sedov und der Kruzenshtern.
- Donnerstag, 20. Juni: Konzerte Mac Anoff und Arthur H & Guests. Feuerwerk
- Freitag, 21. Juni: (Fête de la musique): Konzerte Carmina Burana (ONBA) et Odezenne
- Samstag, 22. Juni: Konzerte Jérémy Frérot + Zazie. Feuerwerk
- Sonntag, 23. Juni: Traversée de Bordeaux à la nage. Konzerte Arcadian + Jain